# Rancho Notorious
Rancho Notorious è un film del 1952 diretto da Fritz Lang.
È un western interpretato, tra gli altri, da Marlene Dietrich. La sceneggiatura si basa sul racconto Gunsight Whitman di Silvia Richards. È il terzo e ultimo film western di Fritz Lang, dopo Il vendicatore di Jess il bandito e Fred il ribelle.

## Trama
Vern Haskell, un rancher, dopo che la sua fidanzata è stata uccisa nel corso di una rapina finita male, si mette sulle tracce degli assassini in cerca di vendetta. La sua sete di giustizia privata lo porterà al Chuck-a-luck, un ranch costituito da ricchezze predate dalle rapine e abitato esclusivamente da criminali, al cui vertice si trova la sensuale Altar Keane, il cui nome funge da copertura per le bravate dei residenti banditi.

## Produzione
«Avevamo un budget molto limitato, pertanto decidemmo di fare tutto in studio. (Girai il film negli studi della General Service; fu Howard Hughes a finanziarlo). Fare un film western in studio è molto difficile.[…]
Il mio architetto Ihnen, che fece un sacco di cose veramente magnifiche per me in Duello mortale e in altri film, ne sapeva parecchio di fondali e di prospettive...»

## Critica
Claude Mauriac: «Fritz Lang qui rispetta le regole che insidiosamente ha complicato introducendo una realtà insolita nel mezzo cinematografico: il tempo…Accettando l'età della sua interprete, mostra i due miti che gli interessano, quello del western e il suo. È per questo che vi è un'emozione sconosciuta, una sorta di complicità derisoria e tragica con le donne del film, che improvvisamente assomigliano alle donne della vita e a noi stessi».
Lotte H. Eisner: «In questo meraviglioso film c'è qualcosa di più dei familiari temi langhiani della violenza, la vendetta, il bene e il male, la giustizia, la femme fatale, l'organizzazione fuorilegge efficiente, la mente geniale che la guida. La motivazione psicologica e l'avventura si fondono dando un senso di armonia e di tragedia».
Paolo Mereghetti: «Un western anomalo, assolutamente antinaturalistico, stilizzato, essenziale (brechtiano, è stato scritto), una sorta di ballata perfettamente in equilibrio fra lirismo e violenza».
Goffredo Fofi: «Fatto con quattro soldi, con fondali ed esterni di cartapesta ostentati nella loro falsità, in un rozzo technicolor RKO, ha la stessa forza romantica e una più risentita capacità d'astrazione di un altro film romantico di Lang, lo stevensioniano Il covo dei contrabbandieri».

## Titolo
Fritz Lang aveva scelto come titolo The Legend of Chuck-a-Luck, titolo anche del testo della ballata che parla della roulette verticale, la ruota della fortuna, in uso nei saloon del West nel secolo scorso. Chuck-A-Luck è tradotto nel doppiaggio in italiano con Mulino d'oro. Ma il produttore Howard Welsch, ritenendo che fosse troppo enigmatico per il pubblico non americano lo cambiò con Rancho Notorious, titolo che secondo Lang non appariva molto più chiaro dell'altro.

## Musica
«La ballata che commenta Rancho Notorious ne è la chiave: la ruota della fortuna e del destino, il giro della vita e della colpa, e oggi io domani tu, in situazioni diverse, la violenza della realtà ci rende ugualmente ingiusti, crudeli. E i protagonisti sono tutti colpevoli e tutti innocenti».
Lang fu il primo a inserire in un film western un motivo musicale conduttore come parte integrante della storia. L'anno successivo l'idea fu ripresa con molto successo dal film Mezzogiorno di fuoco.

### Il testo della ballata
The Legend of Chuck-A-Luck (La leggenda del Mulino d'oro)
Il testo fu scritto da Ken Harby e cantato da William Lee. Il ritmo della canzone si fonde con il ritmo dell'azione e con le reazioni dei personaggi.
Mentre scorrono i titoli di testa il sottofondo musicale è costituito dalle prime due strofe della ballata:
(Prime due strofe della ballata)
Dopo la morte di Whitey, complice dell'assassino stupratore e da lui ucciso a tradimento, prosegue il canto della ballata:
Nobody knows and the dead won’t tell.
So on and on relentlessly this man pursues his quest,
Through autumn and winter, searching the great Southwest.
This thing that drives him like a whip will never let him rest.
Night and day, early and late,
He looks for a town, or a place, or a face,
And deep within him burn the fires of
Hate, Murder and Revenge!»
(terza strofa della canzone)
La scena finale del film vede Vern e Frency, dopo la morte di Altar, allontanarsi a cavallo dal Mulino d'oro. Essa si chiude sul canto dell'ultima strofa della ballata:
(ultima strofa)

### La canzone di Altar
La canzone dal titolo Get Away, Young Man fu scritta da Ken Darby e cantata da Marlene Dietrich.
Il testo rappresenta i sentimenti di Altar, il personaggio da lei interpretato: una donna matura e ancora affascinante, irresistibilmente attratta dal giovane Vern.
(Ken Darby)

## Personaggi
Vern Haskell:
Da pacifico allevatore, fidanzato innocente e ottimista, è trasformato dall'assassinio e dallo stupro di Beth, la sua ragazza, in un uomo avvelenato dall'odio, ossessionato come il protagonista di Furia dalla necessità di vendicarsi del gravissimo torto subito. Si fa bandito per scoprire il colpevole e ucciderlo. Preso in una macchina fatale che lo afferra e lo trascina, si identifica nell'avversario e diventa a sua volta un criminale.
Personaggio pienamente americano, monodimensionale, nel corso del film si trova catapultato in una tragedia della cui profondità sconvolgente è assolutamente inconsapevole.
"Un John Wayne finito nel bel mezzo di una tragedia di Kleist".
Frenchy Fairmont:
"La pistola più veloce del West": un ex soldato del generale Lee, privato a tradimento della sua fattoria e costretto alla clandestinità.
Finisce in cella e rischia l'impiccagione per un flacone di profumo da regalare ad Altar per il compleanno.
«È un capobanda venuto da lontano, angelo nero, che fa pensare al gentiluomo giocatore di Ombre rosse al medico tisico di Sfida infernale. Alla ricerca di morte e di espiazione per colpe che non rivela, vive provocando il destino, dove i suoi delitti non sono altro che modi per sfidare la sorte, per farsi punire».
Altar Keane:
Famosa entraineuse trasformata in abile e pratica tenutaria del Mulino d'oro, romantica, superdonna, si porta appresso il suo mito. Lang la evoca, in un alone di leggenda, prima ancora di presentarla in azione, nel ricordo dello sceriffo della comica corsa in cui lui era il cavallo e lei il fantino, nelle confidenze dell'amica Dolly, nei racconti dei frequentatori del saloon di Baldy Gunder. Ormai matura, seppur ancora molto affascinante e amata con passione da Frenchy, avverte l'ombra del tempo che passa e ha nostalgia della giovinezza perduta. Perciò si innamora di Vern, illudendosi di rivivere un'ultima storia d'amore.
(Eisner)

## Lo scenario
La vallata chiusa, covo dei ricercati, col suo rancho sala da gioco e la sua chiave notturna e crepuscolare, è uno dei più intensi, dei più irreali, dei più europei scenari di tutto il cinema western.